# Karl Klimberger
Karl Klimberger (* 14. November 1878 in Wien; seit dem 12. Oktober 1943 verschollen) war ein österreichischer Politiker.

## Leben
Über die Kindheit und Jugend von Karl Klimberger ist wenig bekannt. Er war gelernter Möbelerzeuger und trat als junger Mann der Sudetendeutschen Partei (SdP) bei.
Als Sozialdemokrat saß er dem Verband Sozialdemokratischer Gewerbetreibender vor; auch saß er in verschiedenen anderen Gremien. Als Verwaltungsrat der Wiener Messe A.G. war er zudem maßgeblich am Aufbau der Messe Wien verantwortlich. Am 18. Mai 1927 zog Klimberger als Abgeordneter in den Nationalrat ein und übte sein Mandat bis zum 28. April 1932 aus (III. und IV. Gesetzgebungsperiode). Danach zog er sich ins Privatleben zurück.
Klimberger wurde von den Nationalsozialisten als Jude eingestuft. Als Arier getarnt, versuchte er mit Hilfe des sozialdemokratischen Ehepaares Emil und Karoline Lhotak zu überleben; zuletzt in einem Versteck. Am 25. Juni 1943 wurde das Versteck von der Gestapo entdeckt, und Klimberger verhaftet. Am 12. Oktober 1943 wurde er von Wien ins KZ Auschwitz deportiert. Ob er dort je ankam, und was aus ihm geschehen ist, ist bis heute nicht gesichert.
Erst Ende Juni 1962 wurde Karl Klimberger für tot erklärt – sein Todesdatum wurde auf den 12. Oktober 1943 datiert. Nach österreichischem Recht gilt der Ort, an dem der Tod einer vermissten Person offiziell anerkannt wird, gleichzeitig als Todesort, weshalb Klimbergers Todesort oft fälschlicherweise mit Wien angegeben wird.

## Sonstiges
Emil Lhotak (* 1896) wurde wie seine Ehefrau Karoline (* 1892) am 9. Juli 1943 von der Gestapo wegen judenfreundlichen Verhaltens verhaftet. Emil Lhotak überlebte den Krieg im Konzentrationslager Dachau sowie im KZ Natzweiler-Struthof. Karoline Lhotak starb infolge der Haftbedingungen noch im Gewahrsam der Gestapo.